# Aderusincertae subnitidus
Aderusincertae subnitidus là một loài bọ cánh cứng trong họ Aderidae. Loài này được Pic miêu tả khoa học năm 1924.